# Frankrike under medeltiden
Medeltiden är en mycket viktig period i Frankrikes historia: I själva verket är det under denna period som det "moderna" Frankrike tar form.
Å ena sidan är det med sina tusen år den längsta historiska perioden, å andra sidan är det en period då den lokala historien är mycket viktig. Varje grevskap och varje stad har politisk, strategisk och ekonomisk betydelse och varje furstendöme har sin egen självständiga historia ända fram till dess den franska staten tar form i slutet av 1000-talet.
Flera dynastier härskade på de territorier som Frankrike bestod av under medeltiden:
- Merovingerna, ättlingar till Klodvig
- Karolingerna, ättlingar till Karl den store
- Capetingerna och därefter ätten Valois, ättlingar till Hugo Capet

## Frankrikes ursprung (400-800)
Namnet "Frankrike" kommer av frankerna. Efter Västroms sammanbrott 476 kunde detta germanska folk genom en serie militära och politiska framgångar och deras kung Klodvigs omvändelse till den ortodoxa kristendomen 498 (dvs till den romerska katolicismen i motsats till den kätterska arianismen) lägga större delen av Gallien under sig. Under Klodvigs arvingar, merovingerna, germaniserades den forna romerska provinsen.
Under denna första fas av den klassiska medeltida civilisationen hade föreställningen om staten, dvs det romerska res publica, "allmänhetens sak", upphört att existera och härskarna betraktade sitt rike som sin privata egendom som de behärskade snarare än regerade. I slutet av den merovingiska perioden gjorde detta att kungarna hade förlorat all sin makt till den frankiska aristokratin, de "hovmästare", maior domus, som skötte administrationen av riket åt kungarna. Någon bild av en enhetlig, suverän stat fanns knappast heller under denna period.  Frankerriket var under större delen av den merovingiska perioden uppdelat i Neustrien i väst och Austrasien i öst även om termen Gallien fortfarande användes bland de lärda kristna ända till dess makten övergått till karolingerna.

## Frankrike födelse under karolingerna (800-talet till 900-talet)

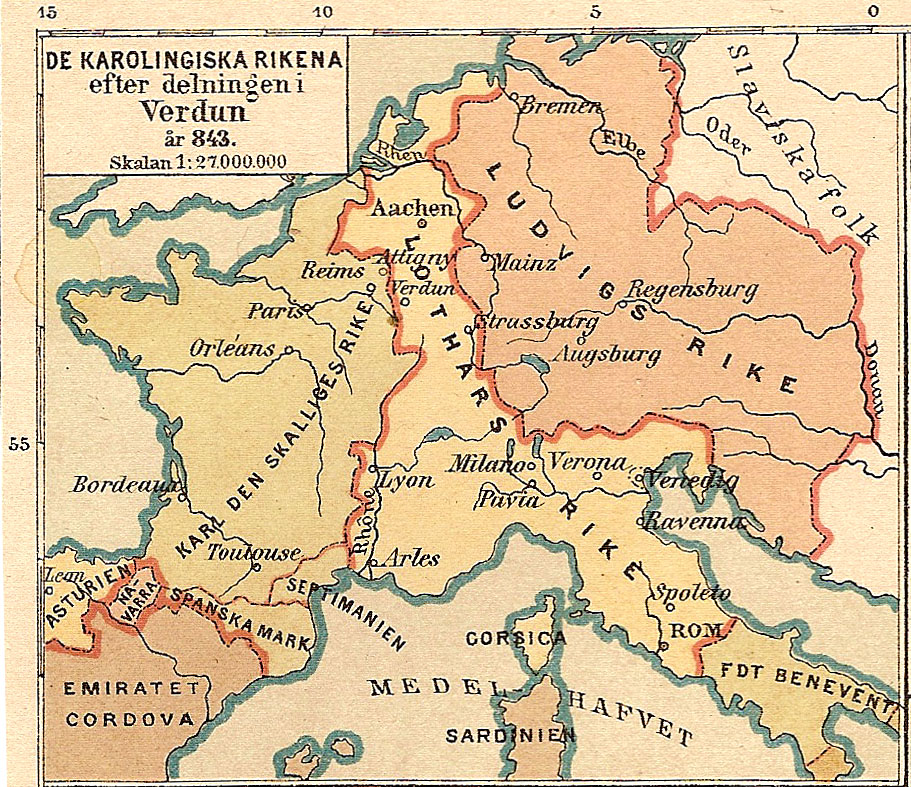
Historisk karta över de karolingiska rikena efter delningen i Verdun år 843

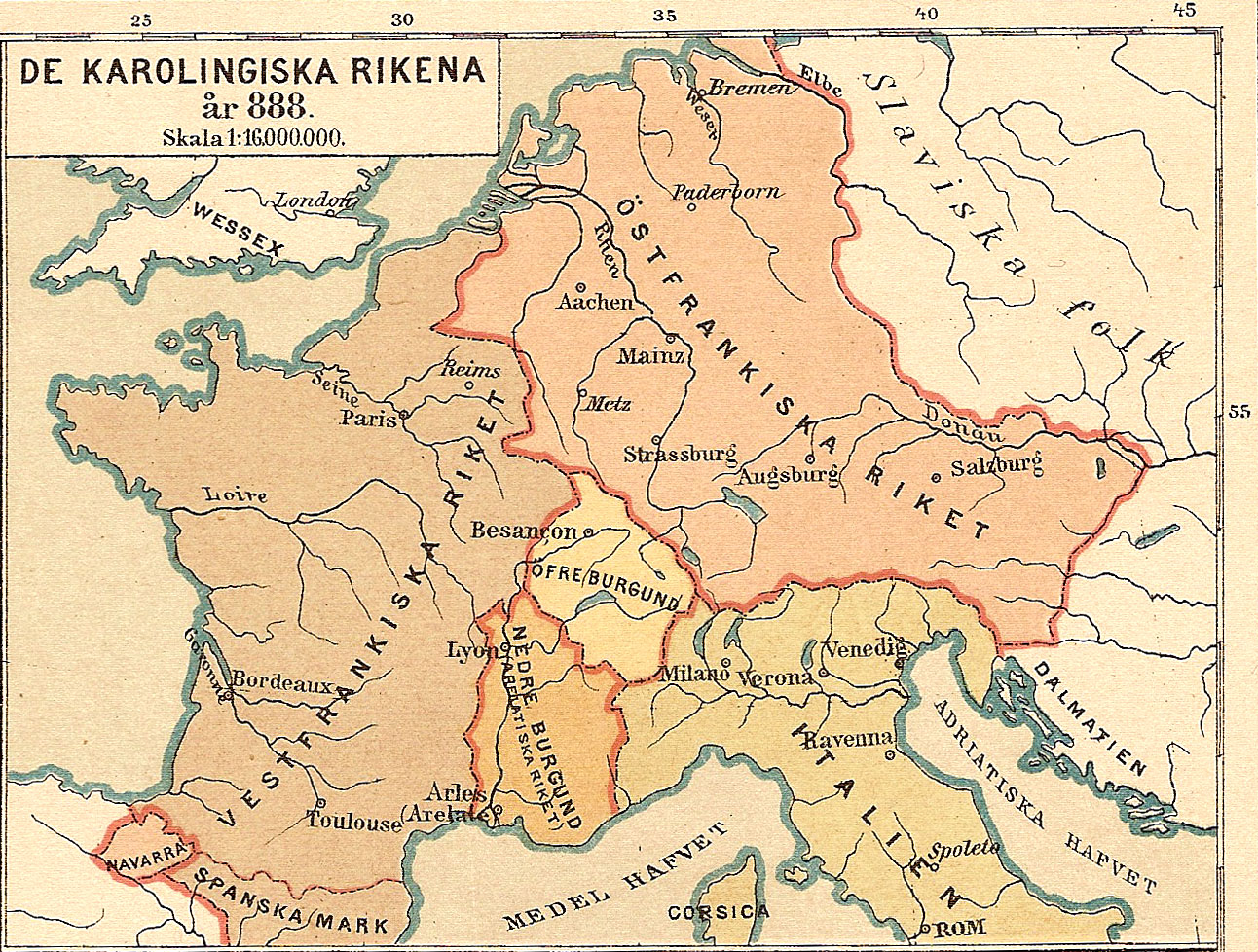
Historisk karta över de karolingiska rikena år 888

Karolingerna, vars stamfäder hade varit maior domus i Austrasien i flera omgångar (i synnerhet Karl Martell, segraren i slaget vid Poitiers 737, intog kungatronen först i och med Pippin den lilles kröning 751. Det frankiska riket, Regnum Francorum, som åter enades under de första karolingerna fick sin största utbredning under Carolus Magnus, Karl den store, som, vald av sin pärer, lät sig krönas till "Kejsare över frankerna och romarna" i Rom julen 800. Under ceremonin knäböjde Karl inför påven och det innebar att han de facto överlät den högsta makten till påvedömet. Under Karl den store sträckte sig frankerriket från saxarna i öst till Bretagne i väst och Baskien i syd.
Det skulle emellertid dröja ytterligare ett halvt sekel innan termen Francia, som först endast avsåg de ursprungliga kungliga domänerna, skulle ge upphov till franskans France. Frankerriket delades upp under Karl den stores söner i västfrankiska riket kring detta Francia och det östfrankiska riket under Karl den skallige och genom eden i Strasbourg 842 och fördraget i Verdun 843 kom konturerna av det som skulle bli Frankrike respektive Tyskland att ta form.
845 krossade Nominoe, missus dominicus i Bretagne (Princeps Veneticae civitatis), Karl den skalliges trupper i slaget vid Ballon varpå Bretagnes självständighet erkändes av Karl. Frankerna förlorade Rennes, Nantes och landskapet Retz. 856, efter fördraget i Louviers, erkänns Erispoe, son till Nominoe, som kung av Bretagne. Fördraget i Entrammes 863 tillerkände Bretagne grevskapet Maine och delar av Anjou och genom fördraget i Compiègne 868 tillkommer halvön Cotentin och landskapet Avranchin.

## Utvidgningen av kronodomänen under de första capetingerna (900-talet till 1000-talet)
Som arvtagare till karolingerna hade de första capetingerna lite makt över vasallerna som styrde de mäktigaste furstendömena. Deras egendom inskränkte sig egentligen till île-de-France, det som en gång varit Francia, det som hertigdöme som Robert den starke regerade över. De lyckades dock göra den kungliga tronen ärftlig och genom skickliga politiska manövrer kunde de avsevärt utvidga den kungliga domänen och göra kungariket till det mäktigaste i Västeuropa.
En rad furstendömen bildades under denna tid, grevskapet Anjou, hertigdömet Akvitanien, hertigdömet Burgund, Bretagne, grevskapet Flandern och hertigdömet Normandie.

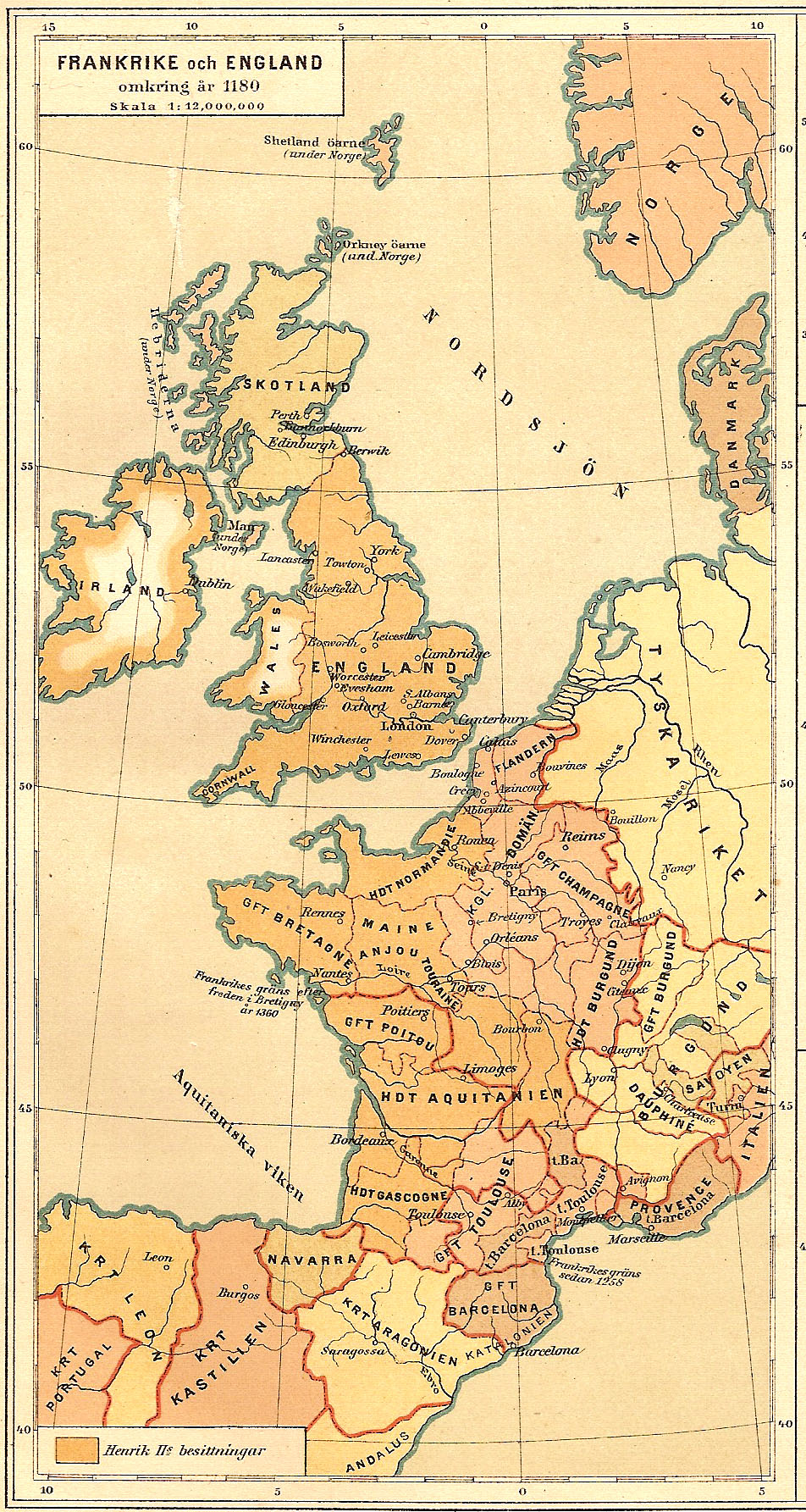
Detaljerad historisk karta över Frankrike och England runt år 1180 med den engelske kungen Henrik II:s besittningar markerade med orange

## Kriser och konflikter vid medeltidens slut (1200-talet till 1300-talet)
Den capetingiska huvudgrenen fick ett tumultartat slut med Filip IV den skönes tre söner. Tour de Nesle-affären satte den kungliga prestigen i gungning. Ludvig X den trätgirige dog i förtid och hans son, Johan I som föddes efter hans död, blev bara några dagar gammal. Hans bror, som var ställföreträdande regent, blev då kung Filip V den långe. Filip producerade dock heller inga tronarvingar och kronan övergick därför till den tredje brodern Karl IV den sköne.
I brist på manliga tronpretendenter övergick den franska kronan till huset Valois, en yngre gren av huset Capet, ett val som inte alls accepterades av en annan tronpretendent, Edvard III av England, Filip IV den skönes ättling genom dennes mor. De ledande franska feodalherrarna gjorde en mycket kreativ tolkning av den saliska lagen för att rangera ut denna kandidatur som hotade deras oberoende och detta ledde till hundraårskriget.
Under denna pågående konflikt förvandlades Frankrike till ett slagfält där ursinniga slag utkämpades mellan franska och engelska kungar. De mäktigaste, franska härskarna lierade sig med varandra i olika konstellationer för sin personliga vinning skull och situationen blev krisartad under Karl VI:s regeringstid. Han blev galen vilket två av hans släktingar, Ludvig av Orléans, kungens bror, och den mäktige burgundiske hertigen Johan den orädde, försökte utnyttja för att expandera sina domäner. Deras rivalitet slutade med att båda mördades och att kronprinsen Karl VII näst intill undanträngdes från tronen. Han "reducerades" till "kungen av Bourges" medan engelsmännen utropade sin egen kung. Jeanne d'Arcs uppenbarelse i kriget och i den franska historien ledde till att engelsmännen fördrevs från franskt territorium och det blev första gången som det franska folket uppvisade nationalistiska känslor. När dessutom katolska präster dömde henne till döden och brände henne på bål 30 maj 1431 gjorde det henne snabbt till en fransk martyr.
Även om de franska kungarna inte alls saknade auktoritet hade de mycket mäktiga rivaler att kämpa mot inom landets gränser, i synnerhet hertigarna av Burgund. Filip den gode och Karl den djärve var Karl VII:s och hans son Ludvig XI:s främsta rivaler. Till sina burgundiska domäner lade de Nederländerna och tillhörde därmed de mäktigaste regenterna i Europa. Då Karl den djärve dog övergick en stor del av hans besittningar till hans dotter Maria av Burgund som var gift med Maximilian I av Österrike, vilket innebar ännu ett hot mot den franska monarkin.
Med medeltiden försvann två stora furstendömen: hertigdömet Bretagne och hertigdömet Burgund.